# Épercieux-Saint-Paul
Épercieux-Saint-Paul település Franciaországban, Loire megyében. Lakosainak száma 745 fő (2022. január 1.). Épercieux-Saint-Paul Balbigny, Civens, Cleppé, Mizérieux, Nervieux és Pouilly-lès-Feurs községekkel határos.

## Népesség
A település népességének változása:
| Lakosok száma | 366  | 374  | 446  | 629  | 682  | 715  | 738  | 748  | 755  | 745  |
|               | 1968 | 1982 | 1990 | 2006 | 2013 | 2015 | 2017 | 2019 | 2020 | 2022 |